# Кастэйрс, Джон Пэдди
Джон Пэдди Кастэйрс (англ. John Paddy Carstairs), имя при рождении Нельсон Джон Киз (англ. Nelson John Keys) (11 мая 1910 — 12 декабря 1970) — британский режиссёр, сценарист и продюсер кино и телевидения 1933—1970 годов.
С 1933 по 1962 год Кастэйрс работал в кино в качестве режиссёра таких криминальных фильмов, как «Святой в Лондоне» (1939), «Танец с преступником» (1947) и «Спальный вагон до Триеста» (1948), а также комедий «Неприятности в лавке» (1953), «К лучшему» (1955), «Мистер Питкин: вверх тормашками» (1956) и «Мистер Питкин в тылу врага» (1958).
В 1962 году он перешёл на телевидение, где работал до 1970 года, поставив эпизоды таких сериалов, как «Святой» (1962—1963) и «Сентиментальный агент» (1963), а также эпизоды образовательных сериалов «Докладывают Уолтер и Конни» (1965—1966) и «Тощий Джон» (1969—1970).
Кастэйрс также писал юмористические книги и был художником.

## Биография и творческая карьера
Джон Пэдди Кастэйрс родился 11 мая 1910 года в Лондоне, его имя при рождении Нельсон Джон Киз. Он был сыном известного комического актёра Нельсона Киза (англ. Nelson Keys). В семье было ещё три сына, которые также сделали карьеру в кинематографе — Энтони Нельсон Киз и Бэзил Киз стали продюсерами, а Родерик Нельсон-Киз — киномонтажёром.
Кастэйрс официально изменил свою фамилию с Киз на девичью фамилию матери Кастэйрс, чтобы избежать обвинений в том, что он делает карьеру благодаря имени своего отца.

## Карьера в кинематографе
В 1927 году, ещё будучи учеником частной школы Рептон, Кастэйрс сделал свой первый фильм «Герой Сент-Джима», что позволило ему получить первую работу в индустрии в качестве ассистента оператора у Герберта Уилкокса, пройдя курс обучения профессии как Великобритании, так и в США.
В 1931 году Кастэйрс начал карьеру сценариста с криминальных драм «Приключение в медовый месяц» (1931) и «Любовь на точке» (1932), а также драмы «Водные цыгане» (1932) и комедии «Это мальчик» (1933).
В 1933 году Кастэйрс дебютировал в качестве режиссёра, поставив криминальный триллер «Парижский самолет» (1933) с Джоном Лодером в главной роли. Продолжая интенсивно работать в качестве сценариста, в 1937 году Кастэйрс выступил режиссёром сразу четырёх фильмов, среди которых драма «Ночной рейс» (1937) и детектив «Конец праздника» (1937). В 1938 году он поставил романтическую комедию «Девушка из Ланкашира» (1938) и по собственному сценарию военную драму «Инцидент в Шанхае» (1938).
В 1939 году Кастейрс поставил шпионский триллер с элементами комедии «Святой в Лондоне» (1939), который, по словам киноведа Ричарда Дюкре, «стал одним из лучших его триллеров». В этой картине бывший медвежатник, а ныне британский джентльмен Саймон Темплар по прозвищу Святой (Джордж Сэндерс) вместе со своей очаровательной помощницей (Сэлли Грэй) вступает в борьбу с окопавшейся в Лондоне группой иностранных шпионов. По мнению историка кино Крейга Батлера, фильм отличает «грамотная постановка, достаточно высокие производственные качества и операторская работа на натуре». Кинокритик Джей Стейнберг в свою очередь отметил, что «благодаря лёгкому режиссёрскому стилю Кастэйрса, аутентичным локациям и талантливому, в основном британскому актёрскому составу, фильм стал одним из самых ярких фильмов в серии о Святом». Год спустя Кастэйрс поставил детектив с Джоном Лодером «Знакомьтесь: Максвелл Арчер» (1940), «примечательную», по мнению Дакре, шпионскую комедию с Джорджем Формби «Пощадите констебля» (1940), а также комедию «Два мистера Буша» (1940) и мюзикл «Он нашёл звезду» (1941).
После перерыва в карьере, связанного со Второй мировой войной, в 1947 году Кастэйрс вернулся в кинематограф, поставив криминальную драму «Танец с преступником» (1947), в которой молодой лондонский таксист Тед Питерс (Ричард Аттенборо) с помощью своей невесты, танцовщицы Джой Гудолл (Шейла Сим) расследует убийство армейского товарища, в итоге обезвреживая банду опасных преступников, окопавшихся в танцевальном зале. Рецензент британского еженедельника Kine Weekly оценил картину как «хорошее развлечение и неплохой триллер», отметив, что «в режиссёрской работе много художественной фантазии и остроумия», а «хорошо подобранный актёрский состав раскрывает сюжет с заразительным и обезоруживающим энтузиазмом и создает убедительную и яркую атмосферу». В журнале Monthly Film Bulletin было отмечено, что «фильм умело поставлен режиссёром», а «его персонажи правдоподобны». Американский журнал Variety посчитал, что фильм «сделан по шаблонам американских гангстерских драм… История начинается хорошо, но к концу распадается на части. У неё хороший темп, но режиссёр опережает события, чтобы вызвать шок или неожиданность»
В 1949 году вышел триллер Кастейрса «Спальный вагон до Триеста» (1949), действие которого, кроме вступительных эпизодов, практически полностью происходит в вагоне скорого поезда, следующего из Парижа через Триест в Загреб. В этом фильме несколько шпионов ведут охоту за украденным дневником политика, способным спровоцировать крупный международный конфликт в Европе. Как отметил кинокритик «Нью-Йорк Таймс» Томас М. Прайор, хотя картина и «не лишена недостатков, в целом она весьма интересна. Продюсеры обеспечили достаточно эпизодов насилия и юмора, чтобы поддерживать ум в тонусе на протяжении большей части картины. Сценарист не тратит слов попусту, а режиссёр быстро создает нужную атмосферу саспенса в первой части фильма». Как далее отмечает критик, «режиссёр Джон Пэдди Карстейрс умело маневрирует преследователями и преследуемыми по поезду естественным и правдоподобным образом, так что возможность неминуемой встречи создает большое напряжение. Когда камера перемещается по мчащемуся поезду, появляется несколько интересных персонажей, и благодаря ловкому жонглированию обстоятельствами со стороны автора все они логически вовлекаются в окончательное возвращение дневника».
По словам Дакре, начиная с 1949 года, Кастейрс отошёл от жанра криминального триллера и поставил 18 комедий подряд. Критик полагает, что «Кастэйрса запомнят именно благодаря комедиям. Он обладал недооцененным талантом, как сценарист и режиссёр, переносить отточенные комические образы на большой экран в рамках полнометражных фильмов. Это, в сочетании с его личным взаимопониманием с такими комиками, как Чарли Дрейк, Джимми Эдвардс и Фрэнки Хоуэрд, принесло ему целый ряд успешных картин». В 1949—1952 годах Кастрэйрс поставил шесть комедийных фильмов, среди которых «Чилтернские сотни» (1949), «Дуракам закон не писан» (1949) и «Сделано на небесах» (1952), однако все эти ленты имели ограниченный успех.
В 1953 году Кастэйрсу доверили постановку комедии «Неприятности в лавке» (1953) с Норманом Уиздомом в главной роли. Фильм имел огромный успех в Великобритании, в результате чего Уиздом гарантировал себе положение ведущего британского кинокомика послевоенного периода, а Кастэйрс сделал себе имя как востребованный режиссёр, способный работать с лучшими экранными комиками. Как замечает Дакре, «именно пять фильмов, которые Кастэйрс снял для Rank Organisation с Норманом Уиздомом, оказались его величайшим наследием». Это картины «Человек момента» (1955), «К лучшему» (1955), «Мистер Питкин: вверх тормашками» (1956), «Просто так повезло» (1957) и «Мистер Питкин в тылу врага» (1958) с Онор Блэкман в роли английской разведчицы. В этот период Кастэйрс также снимал фильмы с такими восходящими звёздами, как Томми Стил, Фрэнки Хоуэрд, Боб Монкхаус и Рональд Шайнер, которые, «хотя, возможно, и не получили признания критиков, тем не менее, нравились зрителям и, по большей части, приносили немалые деньги». В этот период Кастэйрс выпускал в среднем более одного фильма в год вплоть до своей последней комедии «Уик-энд с Лулу» (1962 году).
Последней картиной режиссёра стал «превосходный „Агент дьявола“ (1962) с Питером ван Эйком и Марианной Кох, жёсткий триллер времен Холодной войны, который Кастэйрс снял уверенной рукой». После завершения этой картины Кастэйрс покинул киноиндустрию и перешёл на телевидение.

## Прочая деятельность
С 1962 по 1970 год Кастэйрс работал на телевидении, поставив, в частности, два эпизода телесериала «Святой» (1962—1963). Он стал единственным режиссёром, поставившим как как один из фильмов о Святом, так и эпизоды сериала об этом герое на телевидении. Создатель образа Святого, писатель Лесли Чартерис, посвятил режиссёру свою книгу «Святой на солнце» (1963) за то, что тот помог создать телесериал с Роджером Муром, порекомендовав этого актёра продюсерам Роберту С. Бейкеру и Монти Берману.
Кастэйрс поставил также эпизоды криминального сериала «Сентиментальный агент» (1963, 4 эпизода), а также 27 эпизодов семейного образовательного сериала по английскому языку «Роберт и Конни докладывают» (1965—1966) и 26 эпизодов научно-фантастического образовательного сериала по английскому языку «Тощий Джон» (1969—1970). Он также продюсировал некоторые эпизоды сериалов, в частности, комедийного сериала «Хадд» (1965, 6 эпизодов) и музыкально-развлекательного шоу «Время карнавала» (1967, 13 эпизодов).
Помимо работы в кино и на телевидении, Кэстэйрс занимался режиссурой в театре и на телевидении, писал и выставлял картины и был плодовитым автором, написавшим более тридцати книг в период с 1937 по 1966 год, действие некоторых из которых разворачивалось в мире кинопроизводства.

## Оценка творчества
Как отмечает Дакре, Кастэйрс был «идеальным режиссёром для продюсеров, надежно выпуская хорошо сделанные фильмы, обычно триллеры или комедии, в срок и в рамках бюджета». Хотя Кастэйрс никогда не входил в число ведущих британских режиссёров, он «стабильно выпускал добротные, хорошо сделанные и, что более важно, успешные фильмы, которые удерживали его в режиссёрском кресле на протяжении 30 лет».

## Смерть
Джон Пэдди Кастэйрс умер 12 декабря 1970 года в возрасте 60 лет в Лондоне от сердечного приступа.

## Фильмография
| Год       | Название                                    | Оригинальное название       | Фильм / телесериал     | В каком качестве участвовал               |
| --------- | ------------------------------------------- | --------------------------- | ---------------------- | ----------------------------------------- |
| 1931      | Приключение в медовый месяц                 | A Honeymoon Adventure       | Фильм                  | Сценарист                                 |
| 1932      | Невозмутимый лакей                          | The Impassive Footman       | Фильм                  | Сценарист (в титрах не указан)            |
| 1932      | Любовь на точке                             | The Impassive Footman       | Фильм                  | Сценарист (в титрах не указан)            |
| 1932      | Водные цыгане                               | The Water Gipsies           | Фильм                  | Сценарист                                 |
| 1932      | С девяти до шести                           | Nine Till Six               | Фильм                  | Сценарист                                 |
| 1933      | Парижский самолёт                           | Paris Plane                 | Фильм                  | Режиссёр                                  |
| 1933      | Мечтатели                                   | The Dreamers                | Короткометражный фильм | Сценарист                                 |
| 1933      | Это мальчик                                 | It’s a Boy                  | Фильм                  | Сценарист                                 |
| 1933      | Поехали!                                    | They’re Off                 | Короткометражный фильм | Сценарист                                 |
| 1933      | Подпишите, пожалуйста                       | Sign Please                 | Короткометражный фильм | Сценарист                                 |
| 1934      | Влюбляясь                                   | Falling in Love             | Фильм                  | Сценарист                                 |
| 1934      | Веселая любовь                              | Gay Love                    | Фильм                  | Сценарист                                 |
| 1934      | Это коп                                     | It’s a Cop                  | Короткометражный фильм | Сценарист                                 |
| 1934      | Бумеранг                                    | Boomerang                   | Фильм                  | Сценарист                                 |
| 1934      | Потеряный в легионе                         | Lost in the Legion          | Фильм                  | Сценарист                                 |
| 1935      | Пока родители спят                          | While Parents Sleep         | Фильм                  | Сценарист                                 |
| 1935      | Капитанский стол                            | The Captain’s Table         | Фильм                  | Сценарист                                 |
| 1936      | Двое — это компания                         | Two’s Company               | Фильм                  | Сценарист                                 |
| 1937      | Пропавший без вести, предположительно женат | Missing, Believed Married   | Фильм                  | Режиссёр                                  |
| 1937      | Двойные экспозиции                          | Double Exposures            | Фильм                  | Режиссёр                                  |
| 1937      | Конец каникул                               | Holiday’s End               | Фильм                  | Режиссёр                                  |
| 1937      | Ночная поездка                              | Night Ride                  | Фильм                  | Режиссёр                                  |
| 1937      | Теле-Хо!                                    | Tele-Ho!                    | Телефильм              | Сценарист                                 |
| 1937      | По киностудиям                              | Round the Film Studios      | Телесериал             | Сценарист (2 эпизода)                     |
| 1938      | Инцидент в Шанхае                           | Incident in Shanghai        | Фильм                  | Режиссёр, автор истории                   |
| 1938      | Девушка из Ланкашира                        | Lassie from Lancashire      | Фильм                  | Режиссёр                                  |
| 1938      | Янки в Оксфорде                             | A Yank at Oxford            | Фильм                  | Сценарист                                 |
| 1939      | Святой в Лондоне                            | The Saint in London         | Фильм                  | Режиссёр                                  |
| 1939      | Ламбет-уок                                  | The Lambeth Walk            | Фильм                  | Сценарист                                 |
| 1940      | Знакомьтесь: Максвелл Арчер                 | Meet Maxwell Archer         | Фильм                  | Режиссёр                                  |
| 1940      | Защитите копа                               | Spare a Copper              | Фильм                  | Режиссёр                                  |
| 1940      | Второй мистер Буш                           | The Second Mr. Bush         | Фильм                  | Режиссёр                                  |
| 1940      | Опасный комментарий                         | Dangerous Comment           | Фильм                  | Режиссёр, сценарист                       |
| 1940      | Теперь ты говоришь                          | Now You’re Talking          | Короткометражный фильм | Режиссёр, сценарист                       |
| 1940      | Все руки                                    | All Hands                   | Фильм                  | Режиссёр, сценарист                       |
| 1941      | Телефутболисты                              | Telefootlers                | Короткометражный фильм | Режиссёр                                  |
| 1941      | Он нашёл звезду                             | He Found a Star             | Фильм                  | Режиссёр                                  |
| 1947      | Танец с преступником                        | Dancing with Crime          | Фильм                  | Режиссёр                                  |
| 1947      | Спальный вагон до Триеста                   | Sleeping Car to Trieste     | Фильм                  | Режиссёр                                  |
| 1949      | Чилтернские сотни                           | The Chiltern Hundreds       | Фильм                  | Режиссёр                                  |
| 1949      | Дуракам закон не писан                      | Fools Rush In               | Фильм                  | Режиссёр                                  |
| 1950      | Тони рисует лошадь                          | Tony Draws a Horse          | Фильм                  | Режиссёр                                  |
| 1951      | Разговор о миллионе                         | Talk of a Million           | Фильм                  | Режиссёр                                  |
| 1952      | Сделано на небесах                          | Made in Heaven              | Фильм                  | Режиссёр                                  |
| 1952      | Охота за сокровищами                        | Treasure Hunt               | Фильм                  | Режиссёр                                  |
| 1952      | Маленький сорванец                          | Little Big Shot             | Фильм                  | Сценарист                                 |
| 1953      | Неприятности в лавке                        | Trouble in Store            | Фильм                  | Режиссёр, сценарист                       |
| 1953      | Лучшая форма                                | Top of the Form             | Фильм                  | Режиссёр, сценарист                       |
| 1954      | По самые уши                                | Up to His Neck              | Фильм                  | Режиссёр, сценарист                       |
| 1954      | Многолюдный день                            | The Crowded Day             | Фильм                  | Автор истории                             |
| 1955      | К лучшему                                   | One Good Turn               | Фильм                  | Режиссёр, сценарист                       |
| 1955      | Калиф на час                                | Man of the Moment           | Фильм                  | Режиссёр, сценарист                       |
| 1955      | Янки в горностае                            | A Yank in Ermine            | Фильм                  | Автор романа, сюжета (в титрах не указан) |
| 1956      | Вне себя от радости                         | Jumping for Joy             | Фильм                  | Режиссёр                                  |
| 1956      | Мистер Питкин: вверх тормашками             | Up in the World             | Фильм                  | Режиссёр                                  |
| 1956      | Большие деньги                              | The Big Money               | Фильм                  | Режиссёр                                  |
| 1957      | Просто так повезло                          | Just My Luck                | Фильм                  | Режиссёр                                  |
| 1958      | Мистер Питкин в тылу врага                  | The Square Peg              | Фильм                  | Режиссёр                                  |
| 1959      | Томми — тореадор                            | Tommy the Toreador          | Фильм                  | Режиссёр                                  |
| 1960      | Пески пустыни                               | Sands of the Desert         | Фильм                  | Режиссёр, сценарист                       |
| 1961      | Уик-энд с Лулу                              | A Weekend with Lulu         | Фильм                  | Режиссёр                                  |
| 1962-1963 | Святой                                      | The Saint                   | Телесериал             | Режиссёр (2 эпизода)                      |
| 1962      | Агент дьявола                               | The Devil’s Agent           | Фильм                  | Режиссёр, сценарист (в титрах не указан)  |
| 1963      | Сентиментальный агент                       | The Sentimental Agent       | Телесериал             | Режиссёр (4 эпизода)                      |
| 1963-1964 | Встреча с женой                             | Meet the Wife               | Телесериал             | Продюсер (8 эпизодов)                     |
| 1963-1965 | Театр комедии                               | Comedy Playhouse            | Телесериал             | Продюсер (2 эпизода)                      |
| 1965      | Хадд                                        | Hudd                        | Телесериал             | Продюсер (6 эпизодов)                     |
| 1965-1966 | Уолтер и Конни сообщают                     | Walter and Connie Reporting | Телесериал             | Режиссёр (27 эпизодов)                    |
| 1967      | Время карнавала                             | Carnival Time               | Телесериал             | Продюсер (13 эпизодов)                    |
| 1967      | Это шоу-бизнес                              | That’s Show Business        | Телефильм              | Продюсер                                  |
| 1968      | Взгляд на жизнь: Лучший шеф                 | Look at Life: Top Chef      | Короткометражный фильм | Режиссёр                                  |
| 1968      | Его любимая семья                           | His Favourite Family        | Телефильм              | Продюсер постановки                       |
| 1969-1970 | Тонкий Джон                                 | Slim John                   | Телесериал             | Режиссёр (26 эпизодов)                    |